# Váncsod
Váncsod ist eine ungarische Gemeinde im Kreis Berettyóújfalu im Komitat Hajdú-Bihar.

## Geografie
Váncsod liegt an dem Fluss Kis-Körös und grenzt an folgende Gemeinden:
|                | Szentpéterszeg Gáborján                     |                |
| Berettyóújfalu | Kompassrose, die auf Nachbargemeinden zeigt | Bojt           |
|                | Mezőpeterd                                  | Biharkeresztes |

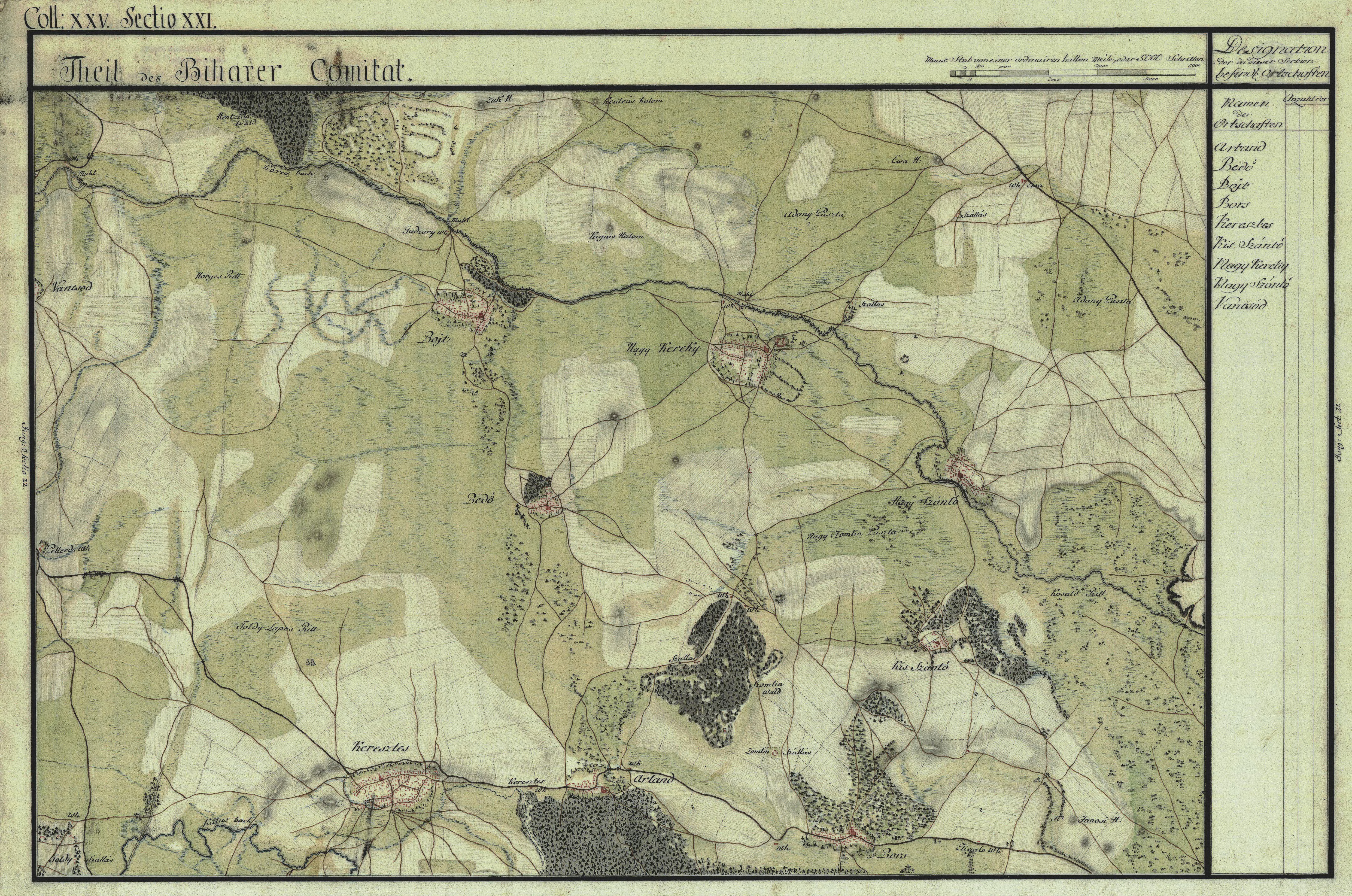
Váncsod (links oben) um 1782 (Aufnahmeblatt der Josephinischen Landesaufnahme)
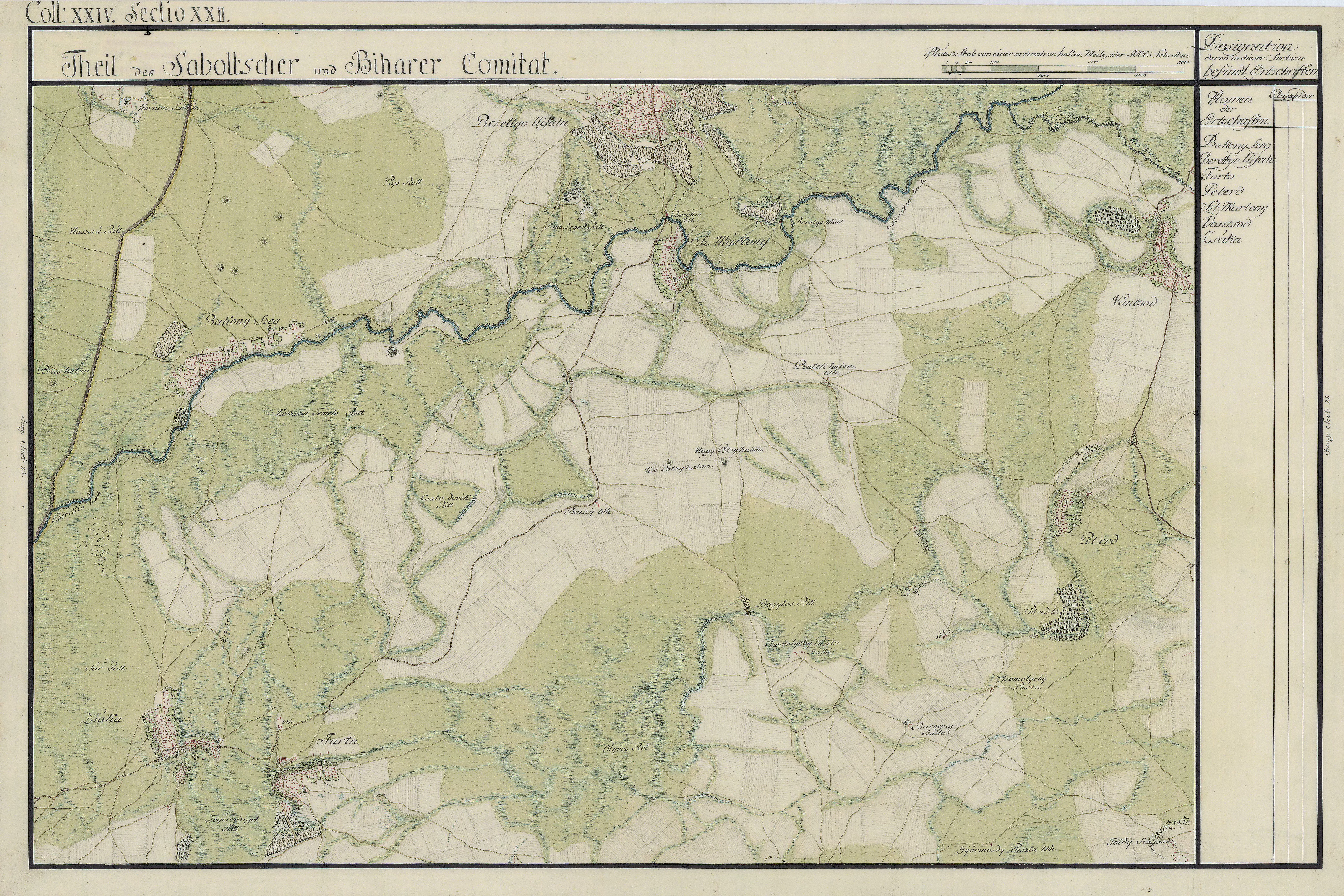
Váncsod (rechts oben) um 1782 (Aufnahmeblatt der Josephinischen Landesaufnahme)
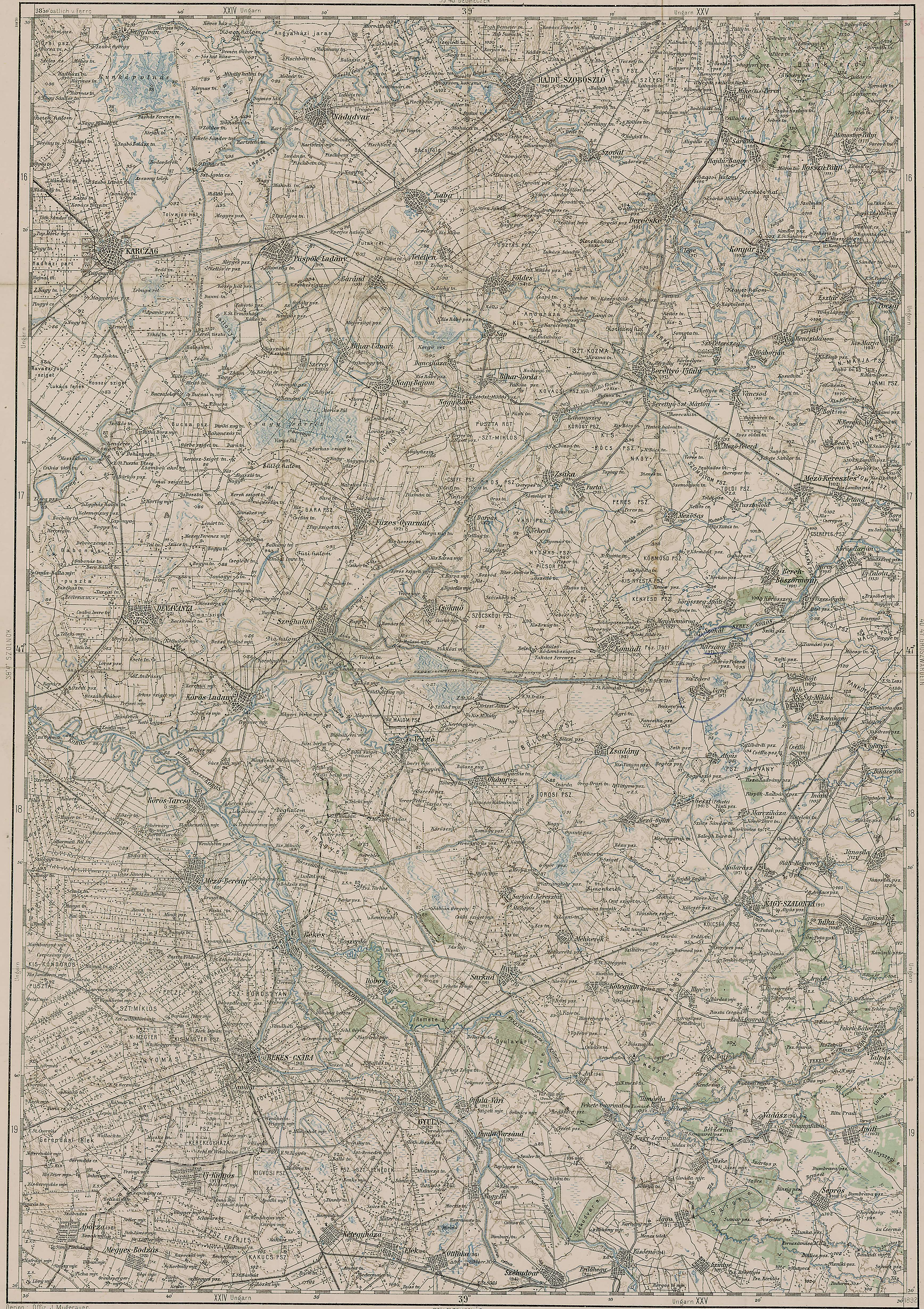
Váncsod (N 47° 12'; O 39° 19') um 1892 (Aufnahmeblatt der Franzisco-Josephinischen Landesaufnahme)

## Söhne und Töchter der Gemeinde
- Zsuzsanna Bihari Tóth (* 1944), Opernsängerin

## Sehenswürdigkeiten
- Reformierte Kirche, erbaut 1791–1797
- Sándor-Petőfi-Reliefgedenktafel, erschaffen 1973 von Miklós Borsos, an der gleichnamigen Bücherei
- Szent István-Denkmal
- Weltkriegsdenkmal

## Verkehr
Durch Váncsod verläuft die Landstraße Nr. 4815, nördlich des Ortes die Autobahn M4. Es bestehen Busverbindungen über Mezőpeterd nach Berettyóújfalu. Der nächstgelegene Bahnhof befindet sich südlich in Mezőpeterd.